# Livojärvi
Livojärvi är en sjö i Finland. Den ligger i kommunen Posio i landskapet Lappland, i den norra delen av landet, 700 km norr om huvudstaden Helsingfors. Livojärvi ligger 243,7 meter över havet. Den är 28 meter djup. Arean är 32,96 kvadratkilometer och strandlinjen är 118,25 kilometer lång. Sjön  ingår i Ijo älvs huvudavrinningsområde.   Den sträcker sig 3,9 kilometer i nord-sydlig riktning, och 20,2 kilometer i öst-västlig riktning. Pernunselkä och Varanganselkä hör till Livojärvi. 
I övrigt finns följande öar i Livojärvi:
- Pääskyssaari (en ö)
- Jungansaari (en ö)
- Tiirasaari (en ö)

I övrigt finns följande vid Livojärvi:
- Kiurusenvaara (en kulle)